# 察汗乌苏水电站
察汗乌苏水电站位于中华人民共和国新疆维吾尔自治区巴音郭楞蒙古自治州和静县南部开都河中游干流上，是目前南疆地区装机容量最大的水电站。
察汗乌苏水电站始建于2004年10月，2007年10月31日开始蓄水，12月30日首台机组并网发电。电站大坝位于察汗乌苏河汇合口上游1.3千米处，大坝类型为混凝土面板坝，坝顶高程1651.6米，最大坝高151.6米，坝顶长347.36米，坝顶宽10米。电站水库正常蓄水位1649.0米，相应水面面积3.1平方千米，总库容1.25亿立方米。电站总装机容量30.9万千瓦，年发电量11.01亿千瓦时。